# Kisterenye–Kazár-vasútvonal
A MÁV 83a számú Kisterenye–Kazár-vasútvonala egy egyvágányú, nem villamosított, hosszú időn keresztül kizárólag teherforgalmú, megszűnt szárnyvonala Nógrád vármegyében. A vonal a forgalomból kizárásra került, vágányait Rákóczibánya és Kazár között felszedték, Kisterenye és Rákóczibánya között növényzettel benőve még léteznek.

## Jellemzői
A vonalat 1899-ben adták át. Kezdetben csak teherforgalmat bonyolítottak rajta, majd később 1977-ig személyforgalmat is. 1988-ban a Kazárig, majd 1995-ben a Rákóczitelepig tartó szakaszt is megszüntették. A vonalon főleg 1980-tól Bzmot és MÁV M43-as mozdonyok jártak. 1991-ben szűnt meg.
A vonal Kisterenye vasútállomásról indult, majd a Kisterenye–Kál-Kápolna-vasútvonallal rövid ideig közös nyomvonalon haladt.
A vonalon a következő állomások és megállóhelyek voltak:
- Kisterenye vasútállomás
- Gyulaakna megállóhely
- Rákóczitelep vasútállomás
- Mizserfa vasútállomás
- Kazár vasútállomás

A vonalnak a Kazári végpont mellett leágazása volt Mizserfa felé.
2020. decemberi vonalbejárás alapján a szakasz, ugyan forgalmon kívül, de napjainkig létezik Rákóczibányáig. Egyes útátjárókon eltávolították a síneket.

### Kisvasút a vonal mentén
Érdekesség, hogy a környékbeli bányák kiszolgálására 750 mm nyomtávú, 14,4 km összhosszúságú kisvasút (Kazári bányavasutak) is épült a normál vonal mellett. Ez sem létezik már napjainkban.

## Videófelvételek
- https://www.youtube.com/watch?v=n4wvM5kXlZs